# Либерман, Татьяна Юльевна
Татьяна Юльевна Либерман (род. 26 августа 1964, Москва) — российская художница, фотограф.

## Биография
Родилась, живёт и работает в Москве.
Окончила отделение фотографии Московского политехникума (1985) и Институт журналистского мастерства (1987).
В 1987 году принимает участие в «Первая фотовыставка художественной фотографии» в ДК МГУ (организатор Александр Лапин).
1990 — сокуратор (и участник) в норвежско-советском фото-проекте «Женщины-фотографы, встреча на острове Шпицберген».
С 1993 года член Союза фотохудожников России.
В 1996—1998 гг. стипендиат стипендии Президента РФ молодым деятелям культуры. Лауреат конкурса «Серебряный венок» ММКАИ и Московского Дома фотографии (2007).
«После окончания колледжа, где я получила специальность фотографа, я сделала вывод: общепринятое мнение о том, что фотография — это работа с реальностью, глубоко неверно. Даже если в ракурсе нет людей, которые обычно замечают, что их снимают, фотограф всегда сам выбирает точку съемки и проецирует собственное представление о том, что он хотел бы видеть. Фотография получается постановочной даже в репортажных съемках. Поэтому для себя я выбрала исключительно постановочную фотографию, где от начала до конца я являюсь автором того, что получается (включая неудачи при съемке и печати). Мне проще представить рисунок будущего снимка, а затем я всеми силами пытаюсь его воплотить. Условно говоря, я проецирую созданный в голове рисунок в фотографию».
Цитата из каталога: Татьяна Либерман, «Пройецтион» ХЛ Галерея. М., 1994
Преподаёт в Московской школе фотографии и мультимедиа им. А. Родченко.

## Личная жизнь
Первый муж — Владимир Сигачёв, музыкант, один из основателей группы «ДДТ».
Второй муж — Игорь Мухин, фотограф. У пары двое детей: дочь Мария (род. 1991) и сын Максим (род. 2000).

## Персональные выставки
- 1993 — Вадим Гиппенрейтер и Таня Либерман. Театро/Art&Design Center, Москва.
- 1994 — «Projection». XL Галерея, Москва.
- 1995 — «Реконструкция». Гёте-Институт, Москва.
- «Окно в Европу». Международный фестиваль КУКART, Запасной дворец, Царское Село.
- 1996 — «Xposition». XL Галерея, Москва.
- 1997 — «Т. Либерман». Музей фотографии, «Slapiens Experimantas», Рига, Латвия.
- 1997 — «Овощи, фрукты и морепродукты». Московский Дом фотографии/«Россини», Москва.
- 1997 — «Psycho». XL Галерея, Москва.
- 1997 — «Женщины России. Антошина, Либерман, Mартынова». Галерея М.Гельмана.
- 1998 — «Я выбираю безопасный секс». XL Галерея, Москва.
- 1999 — «Анонимы». XL Галерея, Москва.
- 2002 — «Киномания». XL Галерея, Москва.
- 2003 — Perpetuum mobile, XL Галерея, Москва .
- 2005 — «Автопортрет» XL-project, Москва.
- 2006 — «Фокус» Галерея на Солянке, Москва.
- 2009 — «Гуси-лебеди». Галерея «Глаз», Москва .

## Избранные групповые выставки
- 1991 «Svalbard — Fotografiske Fragmenter». Кристиансанд, Норвегия
- 1994 «Поверхность смысла. Наложение покровов». ЦДХ, Москва
- 1995 «Werkstatt Moskau» (Zeitgenossische Russische Fotokunst). Akademie der Kunste im Marstall, Берлин, Германия
- 1996 «Renewal and Metamorphosis. Russian Photographers from the Late Soviet Era to the 1990’s». MIT Museum. США
- 1996 «Habitus». Galerie Fotohof. Зальцбург, Австрия
- 1999 «After the Wall». Moderna Museet, Стокгольм
- 2002 Искусство женского рода. Государственная Третьяковская галерея, Москва
- 2003 РЕВАНШ ЖЕНСТВЕННОСТИ New York
- 2004—2005 «Москва-Варшава.1900-2000» Государственная Третьяковская галерея, Москва, Национальная галерея искусств «Захента», Варшава
- 2006 «Picturies» Токио, Осака, Япония
- 2007 «Artographia» Новый Манеж, Москва
- 2012 «Perestroika Liberalization and Experimentation(mid/late 1980s-2010s)» Winter Street Studios. FotoFest 2012 Biennial, Houston, Texas, U.S.A.

## Публикации в книгах и каталогах
- «Photo Manifesto. Contemporary Photography in The USSR», Stewart, Tabori&Chang , USA 1991
- «Искусство современной фотографии. Россия. Украина. Беларусь», Москва 1994
- «Contemporary Photographic art from Moscow». Prestel, Munchen-New York, 1995
- «Werkstaff Moskau. Zeigenossische Russische Fotokunst». Akademie der Kunste, 1995
- Каталог «Habitus». Galerie Fotohof. Австрия 1996
- Книга «Prospect — 96». ФРГ
- Сборник «Художник — фотограф»(Россия реальная и воображаемая) (Будапешт, 1997 г., тираж — 50 экз.)
- Каталог «Женщины России. Антошина, Либерман, Mартынова». Галерея М.Гельмана 1997
- Renee Baigell and Matthew Baigell «Peeling Potatoes, Painting Pictures. Women Artists in Post-Soviet Russia, Estonia, and Latvia» The Dodge Soviet-Nonconformist Art Publication Series
- «Moscow paradise», Vienna 2002
- «DREAM TEAM XL», XL Галерея Moscow 2005
- Олег Шишкин. (Т.Либерман. «Тело как отражение») в книге «ч/б», Издательство «Новое литературное обозрение» 2005, стр. 63-65
- Evgeny Berezner, Irina Chmyreva, Natalia Tarasova and Wendy Watriss. «Contemporary Russian Photography», FotoFest 2012 Biennial Houston.
- «Changing Focus — A Collection of Russian and Eastern European Contemporary Photography». Sotheby’s, стр. 66-67, London, 2013

## Фотографии находятся в коллекциях
- Министерство культуры РФ, Москва
- Музей истории и реконструкции Москвы, Москва
- Московский музей современного искусства (ММОМА)
- Мультимедиа Арт Музей, Москва / Музей «Московский дом фотографии»
- Гёте-Институт, Москва
- Museum of Contemporary Art, Тампа, США
- Mendi Kaszirer Foundation, Антверпен, Бельгия

## Пресса
- Елена Селина. «Татьяна Либерман», Фотографический вестник «Ретикуляция» № 2 1995
- Наталья Шарандак. «Легкость дыхания. Татьяна Либерман»
- Андрей Ковалев. «Культурный досуг и проблемы презентации», Время Новостей. N°183, 01 октября 2003
- Владимир Тихомиров. «Мухина и Либерман», Большой Город № 30, 2003